# Führer der Minenschiffe
Der Führer der Minenschiffe (kurz F.d.Minsch.) war eine Dienststelle der Kriegsmarine, die während des Zweiten Weltkriegs zweimal eingerichtet worden war.

## Geschichte
Mit der Auflösung der Führer der Sonderverbände im August 1940; bis zu diesem Zeitpunkt war lediglich noch der Führer der Sonderverbände Ost besetzt gewesen; wurde der Führer der Minenschiffe aufgestellt. Dies erfolgte im Zuge der Planung für das Unternehmen Seelöwe, wobei die Minenschiffe der beiden ehemaligen Führer der Sonderverbände in den Häfen der Nordsee und des Kanals zusammengezogen wurden.
Mit der Einrichtung des Führers der Minenschiffe wurden die Minenschiffe der neuen Dienststelle unterstellt. Es erfolgte die Aufteilung in zwei Einheiten, wobei die Westgruppe dem Führer der Minenschiffe und die Ostgruppe dem 2. Admiral der Minenschiffe unterstellt wurde.
Nach der Aufgabe der Pläne für das Unternehmen Seelöwe wurde ein Teil der Minenschiffe einer Minenschiffgruppe Nord unter dem Fregattenkapitän Hans-Caspar von Schönermark zugewiesen, die aber nicht mehr dem Führer der Minenschiffe unterstand. Der Führer der Minenschiffe blieb in St. Nazaire. Die Unterstellung war operativ unter das Marinegruppenkommando West und truppendienstlich unter dem Befehlshaber der Sicherung West.
Im August 1941 wurden die beiden Schiffsgruppen als sogenannte Minenschiffgruppe West und Minenschiffgruppe Ost neu ausgerichtet. Die Minenschiffgruppe West kam unter das Kommando vom Führer der Minenschiffe, Bentlage. Die Minenschiffgruppe Ost wurde unter das Kommando von Kapitän zur See von Schönermark gestellt. Am 9. Juli 1941 gehen drei Minenschiffe der Ostgruppe; Tannenberg (unter dem Kommando von Kapitän zur See von Schönermark), Preußen und Hansestadt Danzig; beim Rückmarsch von Finnland nach Swinemünde in einer schwedischen Minenfalle verloren, welche auf deutschen Wunsch ausgelegt worden war.
Im April 1942 wurde der Führer der Minenschiffe aufgelöst und im gleichen Monat wieder aufgestellt. Dabei wurden die beiden Minenschiffgruppen zusammengefasst. Der Führer der Minenschiffe kam anfangs unter das Flottenkommando und ab 1944 unter den Befehlshaber der Sicherungsstreitkräfte. Der Dienstsitz war in Swinemünde, ging dann im Mai 1943 nach Kopenhagen. Die Minenschiffe im Südraum waren der Dienststelle nur truppendienstlich, aber nicht operativ unterstellt.
Kurz vor Kriegsende 1945 kam es auf M 612 zu einer Meuterei. Unter dem Führer der Minenschiffe, Kapitän zur See Hugo Pahl, als Gerichtsherr wurde ein Standgericht eingerichtet, welches elf der 20 Angeklagten zum Tode verurteilte.
Die Dienststelle bestand bis Kriegsende.

## Gliederung 1940

### Westgruppe
in Ostende:
- Grille
- Königin Louise (vom Führer der Sonderverbände Ost)
- Preußen (vom Führer der Sonderverbände Ost und Anfang Juli 1941 versenkt)
- Roland (vom Führer der Sonderverbände West)

in Antwerpen:
- Brummer
- Hansestadt Danzig (vom Führer der Sonderverbände Ost und Anfang Juli 1941 versenkt)
- Kaiser (vom Führer der Sonderverbände West)

### Ostgruppe
in Cherbourg:
- Tannenberg (vom Führer der Sonderverbände Ost  und Anfang Juli 1941 versenkt)
- Cobra (vom Führer der Sonderverbände West)
- Schiff 14 (Togo) (bis Anfang 1941 im Verband, dann als Hilfskreuzer eingesetzt)
- Schiff 23 (Cairo) (vom Führer der Sonderverbände Ost und bis Anfang 1941 im Verband, dann als Hilfskreuzer eingesetzt)
- Schwerin

in Le Havre:
- Skagerrak
- Stralsund

## Gliederung 1941/1942

### Minenschiffgruppe West
- Cobra
- Kaiser
- Roland
- Skagerrak

### Minenschiffgruppe Ost
- Brummer
- Königin Louise (Ende September 1941 versenkt)
- Versailles (am 24. Januar 1942 außer Dienst gestellt)
- Ulm

## Gliederung (ab April 1942)
- Brummer
- Roland
- Ulm (Ende August 1942 versenkt)
- Cobra (Ende August 1942 versenkt)
- Kaiser (bis Oktober 1943)
- Skagerrak (Ende Januar 1944 versenkt)
- Ostmark
- Elsaß
- Linz
- Roland (Ende April 1944 versenkt)
- Kaiser (ab August 1944)
- Lothringen

## Weitere Boote (Auswahl)
- Möwe: ab Mai 1943
- Jaguar: ab Mai 1943
- Irben: ab April 1943

## Führer der Minenschiffe (1940/1942)
Einziger Führer der Minenschiffe war der ehemalige Führer der Sonderverbände Ost, Kapitän zur See Arnold Bentlage.

## 2. Führer der Minenschiffe
Zur Unterstützung wurde von der Aufstellung bis November 1940 ein 2. Führer der Minenschiffe eingerichtet. Dem 2. Führer der Minenschiffe wurde die Ostgruppe der Minenschiffe unterstellt. 2. Führer der Minenschiffe war der Kapitän zur See Walter Krastel. Admiralstabsoffizier war der Kapitänleutnant Gerhard Bidlingmaier.

## Führer der Minenschiffe (ab 1942)
- Kapitän zur See Arnold Bentlage: April/Mai 1942, vormals schon Führer der Minenschiffe
- Kapitän zur See Hans-Caspar von Schönermark: von Mai 1942 bis Februar 1944, vormals Führer der Minenschiffgruppe Ost
- Kapitän zur See Hugo Pahl: von Februar 1944 bis Kriegsende